# Eligmoderminos
Eligmoderminos (Eligmodermini) é uma tribo de coleópteros da subfamília Cerambycinae, que compreende 20 espécies, em 5 gêneros.

## Sistemática
- Ordem Coleoptera
  - Subordem Polyphaga
    - Infraordem Cucujiformia
      - Superfamília Chrysomeloidea
        - Família Cerambycidae
          - Subfamília Cerambycinae
            - Tribo Eligmodermini
              - Gênero Acanthoibidion (Lane, 1959)
              - Gênero Alienus (Galileo & Martins, 2010)
              - Gênero Eligmoderma (Thomson, 1864)
              - Gênero Limozota (Pascoe, 1866)
              - Gênero Tucanti (Galileo & Martins, 2009)